# THE ファイター
『THE ファイター』は、原作：青木英大、作画：谷上俊夫による日本の漫画。『週刊少年ジャンプ』（集英社）において、1982年18号から31号まで連載された。

## あらすじ
ヨルダン上空にて、「世界最強の戦闘機」F-15が撃墜された。「かねてから噂のあったMiG-31と思われるソ連の新戦闘機と接触！」のニュースが世界をかけめぐった。
一方、航空自衛隊は、新型戦闘機開発計画：FJXプロジェクトを進行中。だが、高い技量を要求するこの戦闘機は、操縦できるパイロットが存在しないという問題を抱えていた。ヨルダンでの事件を踏まえ、アメリカ空軍はF-15の共同改良計画を日本に提案。果たして、FJXプロジェクトはどうなるのか…？

## 備考

### FJXについて
本作品に登場するFJXは、まだ開発途上のため3機のみの登場である。航空実験隊に所属しており、まだ航空自衛隊が運用しているわけではない。正式な武装はなく、主人公レイと教官が実践訓練用に行った際に使用した演習用赤外線レーザー砲（命中判定を受けると機体に取り付けた発炎筒が作動し、撃墜を示す）のみを搭載している。
主人公の乗る機体（2号機）は機首先端にシャークマウスを描いている。
FJXの高機動の源は、機体各所に装備された多方向ノズルである。着陸時には機体の上部と下部に設けられたリバースノズルを使用して制動をかけることで、約400メートルで着陸できるという高いSTOL性を示す。逆に離陸時には、同様にエンジンとともにリバースノズルを前面に全開使用し制動をかけ、そしてその制動を一気に停止することでその場で空中に飛び上がり、その上で下部ノズルを下に向けて開放して垂直方向に機種を向けるいわゆる「カタパルト発進」が可能である。
機体重量が10トン弱であり、その機体に20トン近くの推力を発揮する新型エンジンがこの機体の超高機動を可能にしている。軽量化された機体と多方向ノズル、そしてその動きを制御する教育コンピュータの採用にて、一般的なパイロットでもこの機体を難なく制御できるという能力を持つ。
作品中における主な戦闘時機動は、機体後方にライバル機に付かれた際に行う2つが確認できる。
一つ目は機体下部のノズルから下向きの急噴射を行い、機体を機首を軸に回転させ（機体後方が持ち上がる形）て一気に上昇し、相手機を前面にとらえる機動（F15Jとの次期戦闘機決定戦時に使用）である。
二つ目は、機体上面と下面のノズルを前方に指向して一気に逆噴射して急制動をかけ、後方のライバル機を前面に出してしまう機動である。教官との最終試験時に使用された。
ただし、実際にこのような機動を行うと搭乗者に対するGは苛烈を極め、機体の耐久性自体が持たない。実際に作中においてもコンピュータから「機体破損の可能性大」ということで、使用を諫められていた。
戦闘機として運動性を最優先し、そのため安定性を犠牲にするという、本作品に登場するFJX戦闘機の設計コンセプトは、CCV技術として実際に存在するものであり、本作品の連載時においても、既にF-16やミラージュ2000において実用化済みである（F-15戦闘機では未採用）。また航空自衛隊も、T-2CCVで実験を行い、これを元に後にF-2を開発している。なおCCV技術を採用した戦闘機では、低下した安定性を補うためにコンピューター制御による補正を行っているが、本作品に登場するFS-Xの場合は、トップレベルのパイロットの操縦技術をコンピュータにインプットするという、ガンダムの教育型コンピューターのようなシステムを採用している。

### ライバル機MiG-31
本作品の終了後に、実際にMiG-31が就役するが、実際の本機は要撃機であり、本作品に登場するような運動性の高い制空戦闘機ではない。F-15を凌ぐような運動性の高い制空戦闘機として実用化された旧ソ連・ロシア戦闘機は、実際にはSu-27である。
ちなみに本作品の連載当時は、西側に知られていたミグ設計局の機体はMiG-27までであり、型番ではMiG-31よりひとつ前にあたるMiG-29の存在も知られてはいなかった。